# Joubert Luís Meira
Joubert Luís Meira (Tombos-MG, 14 de junho de 1935), mais conhecido como Joubert, é um ex-futebolista brasileiro que atuava como zagueiro.
De 1955 a 1964 jogou pelo Flamengo, onde, conforme o Almanaque do Flamengo, de Roberto Assaf e Clóvis Martins, fez 358 jogos (210 vitórias, 75 empates, 73 derrotas) mas não marcou nenhum gol. 
Foi auxiliar técnico de Zagallo na conquista do Campeonato Carioca de 1972.
Comandou a equipe que ficou conhecida como os "Meninos da Gávea" no título do Campeonato Carioca de 1974. O time contou com Rondinelli, então com 19 anos, na lateral-direita no início da campanha. O zagueiro Jayme de Almeida, com 21 anos, filho do ídolo rubro-negro Jaime de Almeida, e que décadas depois seria o técnico campeão da Copa do Brasil de 2013. O meio-campista Geraldo Assoviador, com 20 anos, que viria a falecer dois anos depois. E na reta final da competição, o treinador revelou  Júnior, também com 20 anos, que atuando na lateral-direita fez dois gols decisivos, de fora da área, contra o América.

## Conquistas

### Como Jogador
Flamengo
- Torneio Início do Campeonato Carioca - 1952
- Campeonato Carioca: 1955 e 1963
- Torneio Rio-São Paulo: 1961
- Torneio Octogonal de Verão do Uruguai: 1961
- Troféu Magalhães Pinto: 1961

### Como Técnico
Flamengo
- Campeonato Carioca: 1974

Remo
- Campeonato Paraense: 1978